# Bogusław Rąpała
Bogusław Rąpała (ur. 11 grudnia 1981 w Sanoku) – polski hokeista, trener.
Absolwent Zespołu Szkół Mechanicznych w Sanoku z 1999 (zasadnicza szkoła zawodowa o specjalności mechanik pojazdów samochodowych). W 2002 był w komitecie założycielskim stowarzyszenia Klub Hokejowy Sanok. 

## Kariera

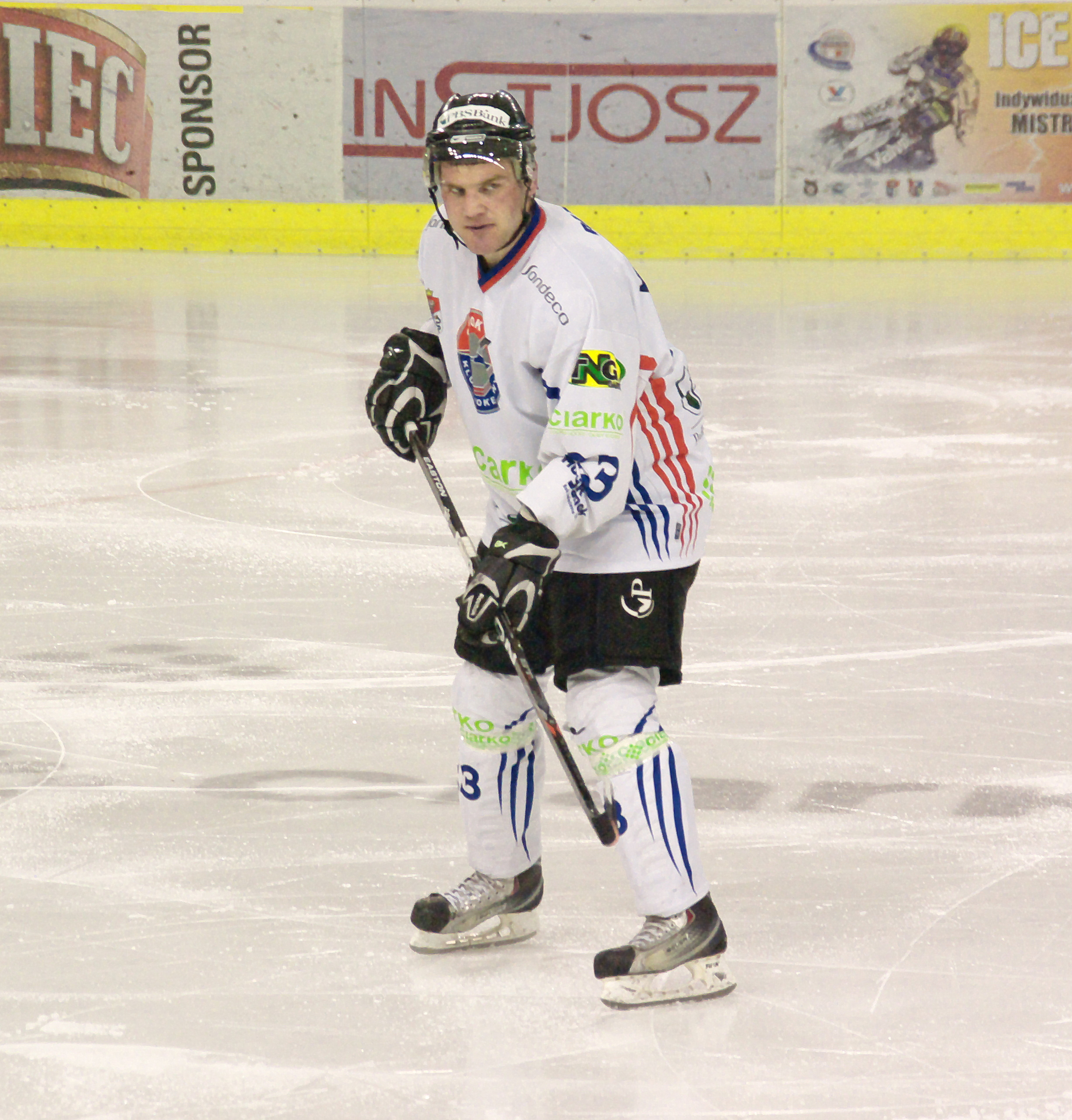
Bogusław Rąpała w barwach KH Sanok (2011)

- STS Sanok → SKH Sanok → KH Sanok → STS Sanok (1998-2016)
- Tauron KH GKS Katowice (2016-2018)
- Ciarko KH 58 Sanok (2018-2019)
- UKS MOSiR Sanok (2019-2020)
- Ciarko STS Sanok (2020-2023)
- HK Bardejov (2023-2024)

Wychowanek i wieloletni zawodnik sanockiego klubu hokejowego. Od kwietnia 2011 związany z klubem umową do końca sezonu 2012/13. 11 marca 2014, przed meczem w trakcie sezonu PHL 2014/2015, został wyróżniony za rozegranie ponad 600 spotkań w barwach sanockiego klubu. Od sierpnia 2016 zawodnik GKS Katowice. Został kapitanem drużyny w sezonie PHL 2016/2017. Po sezonie PHL 2017/2018 odszedł z GKS. Latem 2018 został zawodnikiem drużyny Ciarko KH 58 Sanok, występującej w 2. ligi słowackiej. W sezonie 2019/2020 grał nadal w 2. lidze słowackiej w barwach zespołu pod szyldem UKS MOSiR Sanok. 16 lipca 2020 został przedstawiony jako zawodnik reaktywowanego klubu STS Sanok, powracającego po czterech latach przerwy do występów w PLH edycji 2020/2021. Został mianowany kapitanem drużyny. Po sezonie 2022/2023 przerwał karierę zawodniczą i został trenerem w sztabie STS. Jednak w sezonie 2023/2024 występował jeszcze na lodowisku jako zawodnik słowackiego klubu HK Bardejov w 2. lidze hokejowej tamtejszego kraju gdzie rozegrał 15 meczów (5 w fazie zasadniczej i 10 w fazie play-off).
25 listopada 2024 oficjalnie ogłosił zakończenie kariery jako zawodnika.
W trakcie kariery zyskał pseudonim Buli.
Od sezonu 2023/2024 figurował jako drugi asystent STS, a po odejściu szkoleniowca Elmo Aittoli w połowie stycznia 2025, obowiązki szkoleniowe przejęli dotychczasowi asystenci Marcin Ćwikła i Bogusław Rąpała, a wkrótce potem samodzielnym trenerem został ten drugi.

## Sukcesy
Klubowe
- Awans do ekstraligi: 2004 z KH Sanok
- Puchar Polski: 2010, 2011 z Ciarko PBS Bank KH Sanok
- Złoty medal mistrzostw Polski: 2012, 2014 z Ciarko PBS Bank KH Sanok
- Finał Pucharu Polski: 2012, 2013, 2014 z Ciarko PBS Bank KH Sanok
- Srebrny medal mistrzostw Polski: 2018 z Tauron KH GKS Katowice

Indywidualne
- 2. liga słowacka w hokeju na lodzie (2018/2019): udział w Meczu Gwiazd w składzie zespołu „Wschód”[19]